# 신산국민학교 (경북)
신산국민학교는 경상북도 의성군 단북면에 있었던 국민학교이다.

## 연혁
- 1951년 8월 17일 신산국민학교 설립 인가
- 1951년 9월 1일 신산국민학교 개교
- 1987년 2월 17일 병설유치원 개원
- 1994년 3월 1일 폐교 및 단북국민학교 통폐합